# Cense Monfort
La Cense Monfort appelée aussi la Cense de Monfort  est un immeuble classé situé dans la ville et commune d'Ans en Belgique (province de Liège).

## Localisation
Cette ancienne ferme se situe le long de la voirie, au no 200 de la rue de l'Yser (route nationale 3), une des principales artères de la commune d'Ans. L'aile orientale est bordée par la rue du Périgord et l'aile nord est pourvue d'un passage donnant accès à la place Montesquieu.

## Odonymie
Cense vient de cinse, mot wallon signifiant ferme. Monfort est le nom d'un ancien hameau du plateau d'Ans, devenu un quartier urbanisé de la ville d'Ans. La rue Monfort se situe à une centaine de mètres à l'ouest de la Cense Monfort.

## Historique
Le bâtiment est érigé dans le deuxième quart du XVIIe siècle, avant d’être agrandi au XVIIIe siècle et remanié au XIXe siècle. Il appartenait sous l'Ancien Régime à l'abbaye du Val-Saint-Lambert. Rénovée, modernisée par l'ajout de nouvelles fenêtres et repeinte de 2003 à 2005, la ferme est aujourd’hui est convertie en logements sociaux, bureaux, une bibliothèque et un musée du véhicule de secours miniature.

## Description et architecture
Les ailes de 43 à 50 mètres de côté de cette imposante ferme en carré sont construites principalement en brique peinte en rouge ainsi qu'en moellons de pierre calcaire pour le soubassement et les encadrements des baies et du portail d'entrée. Situé le long de la rue de l'Yser, ce portail cintré est blasonné sur une clé de voûte trilobée aux armes de Michel Taxillis, abbé du Val-Saint-Lambert de 1635 à 1666. À l'étage au-dessus de ce portail, se trouvent deux baies à traverse et à meneau sur montants harpés. À gauche du portail, dans la cour, se trouvait le corps de logis. La grande cour intérieure de forme presque carrée a une superficie d'environ 950 m2. Les toitures sont recouvertes d'ardoises.

## Classement
La ferme "Cense dite de Monfort", rue de l'Yser, 200 : la cour pavée, les façades et toitures de l'immeuble (à l'exclusion de dépendences et annexes) est classée depuis le 28 janvier 2002 et repris sur la liste du patrimoine immobilier classé d'Ans.